# 考杜拉面料

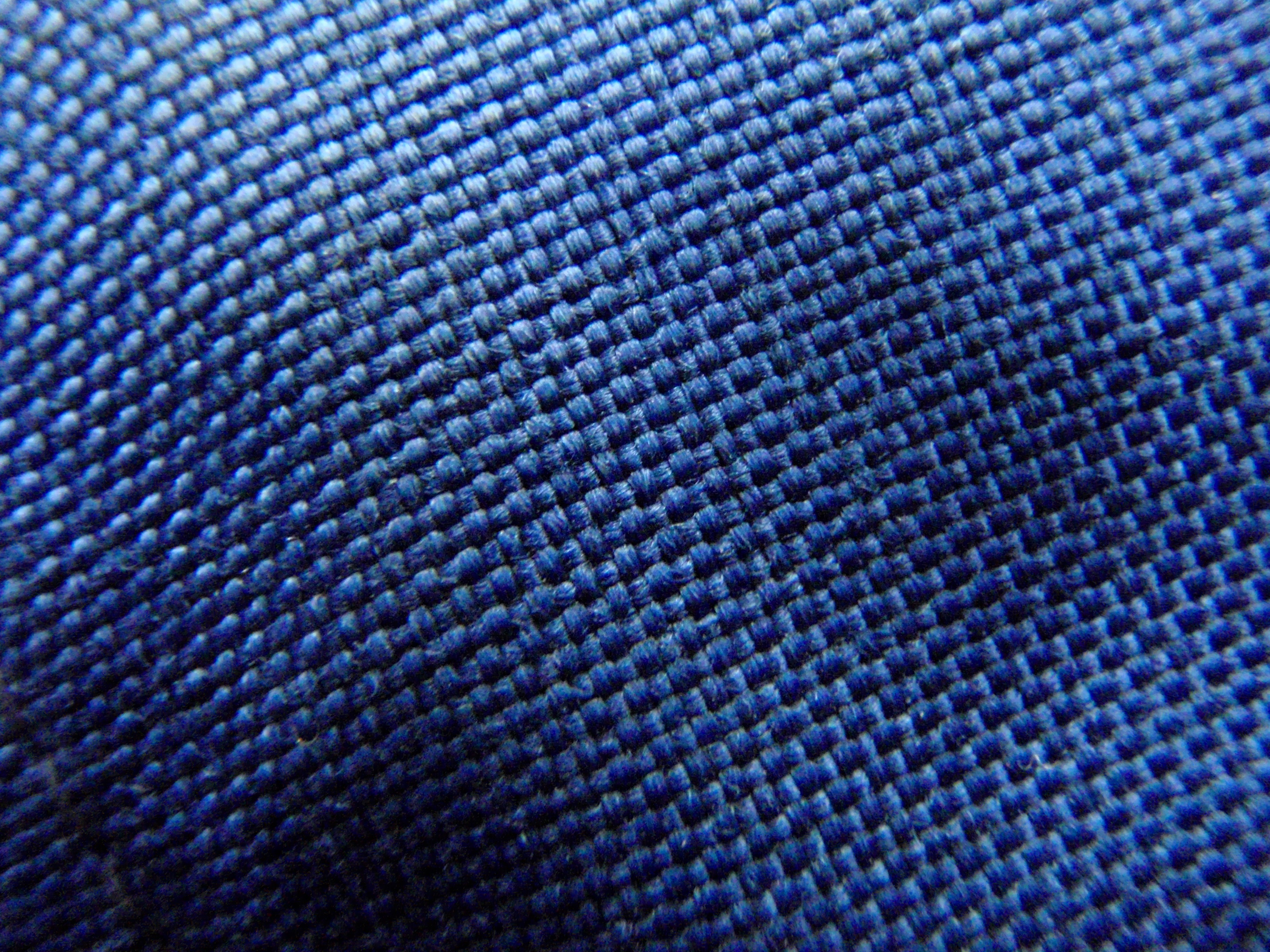
蓝色考杜拉面料

考杜拉面料（英語：Cordura），又译作考度拉、可提拉，是一系列基于合成纤维的织物技术，广泛应用于行李箱、背包、裤子、军装和性能服装等产品。
最初由杜邦公司于1929年开发并注册为商标，现为科氏工业集团全资子公司 Invista 的财产。 考杜拉面料通常由尼龙制成，但也可以是尼龙与棉或其他天然纤维的混合物。